# The Saturdays
The Saturdays sind eine 2007 gegründete britisch/irische Girlgroup. Sie stehen seit 2008 bei Fascination Records, einem Plattenlabel von Polydor, unter Vertrag. Die fünfköpfige Band besteht aus zwei Ex-Mitgliedern von S Club 8, Francesca Bridge und Rochelle Humes, X-Factor-Teilnehmerin Mollie King sowie Vanessa White und Una Foden. 2008 traten sie auf der Tangled Up Tour von Girls Aloud als Vorgruppe auf. Ihre Debütsingle If This Is Love erschien Ende Juli 2008. Seit 2014 machen sie eine Auszeit.

## Bandgeschichte

### 2007 bis 2009: Gründung undChasing Lights
Die Gruppe wurde 2007 durch ein Casting des Plattenlabels Polydor Records zusammengestellt. Sie bekamen einen Plattenvertrag mit Fascination Records, einem Subunternehmen von Polydor. Während sie Girls Aloud auf ihrer Tangled Up-Tour begleiteten, begannen sie mit der Arbeit an ihrem ersten Studioalbum. Sie begleiteten außerdem die Jonas Brothers auf einem Konzert.
Als erste Single wurde der Song If This Is Love veröffentlicht. Der Song stieg auf Platz 8 der britischen Charts ein. Das Debütalbum Chasing Lights wurde im Oktober 2008 veröffentlicht. Es erreichte Platz 9 und wurde später von der BPI mit Platin ausgezeichnet. Obwohl die Saturdays sehr häufig mit anderen britischen Girlgroups, wie den Sugababes oder Girls Aloud verglichen wurden, erhielt das Debütalbum überwiegend positive Kritiken.
Als zweite Single aus dem Album wurde am 19. Oktober 2008 der Song Up veröffentlicht. Er erreichte Platz 5 in den britischen Charts. Die dritte Single, Issues erreichte Platz 4 der britischen Charts. Sowohl Up als auch Issues wurden von der BPI mit Silber ausgezeichnet. Im März 2009 wurde für die Wohltätigkeitsorganisation Comic Relief ein Cover des Songs Just Can’t Get Enough von Depeche Mode aufgenommen, welcher ebenfalls mit Silber ausgezeichnet wurde. Als letzte Single des Albums wurde Work veröffentlicht. Dieser Song verfehlte allerdings mit Platz 22 die Top 10 deutlich.
Im Jahr 2009 war die Band erstmals als Hauptact auf Tournee. Die Tour, welche 24 Shows umfasste, startet am 2. Juni 2009 und wurde am 7. Juli 2009 beendet.
2008 und 2009 war die Band Werbeträger verschiedener Produkte, unter anderem Deodorants, Tampons, Handys und Produkte zur Haarentfernung.

### 2009 bis 2011:WordshakerundHeadlines!
Im März 2009 begann die Band mit der Arbeit an ihrem zweiten Studioalbum. Schon während ihrer Tour im Sommer 2009 stellten sie zwei ihrer neuen Songs, Wordshaker und One Shot, vor. Das zweite Album mit dem Namen Wordshaker wurde im Oktober 2009 veröffentlicht. Es erreichte Platz 9 der Charts und wurde, wie auch das Debütalbum, mit Silber ausgezeichnet.
Die Leadsingle, Forever Is Over, wurde ursprünglich für Kelly Clarkson geschrieben. Auch die Sängerin Pink hatte Interesse an dem Song. Er erreichte Platz 2 der britischen Charts. Als zweite und letzte Single des Albums wurde Ego veröffentlicht, welcher Platz 9 erreichte.
Obwohl die Band 2010 keine neuen Songs veröffentlichen wollten, erklärte Rochelle Humes in einem Interview, dass ihnen so viele gute neue Songs angeboten wurden, dass sie zu dem Entschluss kamen, doch etwas zu veröffentlichen. Später bestätigte die Band, das es sich nicht um ein ganzes Studioalbum, sondern um ein Extended play, ein Minialbum, handeln würde. Die EP mit dem Namen Headlines! wurde am 13. August 2010 veröffentlicht und erreichte Platz 3 der britischen Charts. Als erste Single wurde der Song Missing You veröffentlicht, welcher unter anderem von dem deutschen Komponisten Lukas Hilbert geschrieben wurde. Nachdem mit Missing You bereits die zweite Single den Kampf um Platz eins gegen eine Single des US-amerikanischen Rappers Flo Rida verloren hatte, stellte Rochelle Wieseman scherzhaft fest, dass sie wohl erst mit dem Rapper zusammenarbeiten müssten, um einen Nummer-eins-Hit in Großbritannien zu landen. Wenig später wurde bekannt gegeben, dass Flo Rida tatsächlich einige Parts für einen Song der Band aufnehmen würde. Die Kollaboration, der Song Higher, erreichte letztendlich Platz 10 der britischen Charts.

### 2011 bis 2012:On Your Radar
Ende 2010 gab die Band bekannt, an ihrem dritten Studioalbum zu arbeiten. Im Laufe der Zeit wurde bekannt, dass sie mit einer Vielzahl verschiedener Produzenten und Künstler zusammenarbeiten würden, unter ihnen Labrinth, Taio Cruz, die dänische Popband Alphabeat sowie Brian Higgins von dem Produzententeam Xenomania. Die Band beschrieb die neue Musik als „anders“ und „heftig“, außerdem würden sie nun Musik für die Tanzflächen machen. Sie beschrieben das Album außerdem als ihr bisher persönlichstes, da sie an vielen Songs selber mitgeschrieben hatten. Am 21. November 2011 wurde schließlich das Album mit dem Namen On Your Radar veröffentlicht. Es erreichte Platz 23 in Großbritannien.
Als erste Single wurde am 22. Mai 2011 digital der Song Notorious veröffentlicht, welcher Platz 8 erreichte. Die zweite Single All Fired Up wurde am 4. September 2011 veröffentlicht und erreichte Platz 3. Begleiten zur Albumveröffentlichung erschien der Song My Heart Takes Over. Dieser erreichte Platz 15.
Nach dem Erscheinen der ersten Single wurde eine Kleidungslinie zusammen mit der britischen Marke Miss Selfridge veröffentlicht. Es enthielt T-Shirts, auf denen Teile der Lyrics der beiden Songs Notorious und Higher gedruckt worden. Die Shirts wurden von der Band selber gestaltet und designt.
Es folgte eine große Arenatour im Jahr 2011 mit 14 Terminen.

### 2012 bis 2014:Living for the Weekendund US-Projekte
Am 14. Mai 2012 veröffentlichte die Band den Song 30 Days, welcher Platz 7 der britischen Charts erreichte. Weiterhin wurde bestätigt, dass die Band an ihrem vierten Studioalbum arbeiten würde. Zudem ist eine Veröffentlichung des Albums in den USA geplant. Dafür schlossen sie einen Plattenvertrag mit Island Def Jam und Mercury Records ab. Weiterhin zudem wurde ab dem 20. Januar 2013 die Reality-Show Chasing The Saturdays im US-amerikanischen Fernsehen ausgestrahlt, welche die Band dabei begleitet, in Amerika Fuß zu fassen. Wegen nicht zufriedenstellender Quoten wurde die Sendung jedoch nach einer Staffel eingestellt.
Als nächste Single des Albums wurde am 15. März 2013 der Song What About Us, ein Duett mit dem Rapper Sean Paul veröffentlicht. Der Song stieg sofort nach Veröffentlichung auf Platz 1 der britischen Singlecharts ein. Die deutsche Veröffentlichung des Songs erfolgte am 5. April 2013, wo er Platz 44 erreichte. Weiterhin wurde die 2012 produzierte Reality-TV-Sendung auf Deutsch ab dem 6. Mai 2013 unter dem Namen The Saturdays – Der Weg nach oben auf dem Pay-TV-Sender E! Entertainment HD ausgestrahlt. Eine zur Sendung gleichnamige EP, welche neben dem Song What About Us noch die Singles All Fired Up, Higher, Notorious und Ego enthält, wurde in Großbritannien, den USA und Kanada am 27. Januar 2013 veröffentlicht.
Als dritte Single wurde am 30. Juni 2013 der Song Gentleman veröffentlicht. Die deutsche Veröffentlichung erfolgte am 3. Juli 2013. Im Vereinigten Königreich erreichte die Single Platz 14. Als nächste Single aus dem Album wurde am 6. Oktober 2013 der Song Disco Love veröffentlicht. Dieser feierte seine Premiere am 19. August, während das dazugehörige Video am 26. August 2013 veröffentlicht wurde. Als B-Seiten sind Cover der Songs On the Radio von Donna Summer sowie Love Come Down von Evelyn King enthalten. Eine Woche nach der Veröffentlichung von Disco Love, am 14. Oktober 2013, erschien das vierte Studioalbum der Band mit dem Namen Living for the Weekend in Großbritannien. Cover, Artwork, Titel und Trackliste wurden von der Band am 4. September 2013 bekannt gegeben. Das Album erschien am 14. Oktober 2013 in Großbritannien, wo es Platz 10 der Charts erreichte. Als letzte Single des Albums wurde am 4. April 2014 der Song Not Giving Up veröffentlicht, der bis auf Platz 19 stieg.

### Seit 2014: „Finest Selection: The Greatest Hits“, Tour und Bandpause
Am 11. August 2014 wurde das Compilation-Album Finest Selection: The Greatest Hits veröffentlicht, welches neben den bisher veröffentlichten 17 Singles drei neue Songs beinhaltete. Der Song What Are You Waiting For?, der in Zusammenarbeit mit Xenomania entstand, wurde einen Tag vor dem Album am 10. August 2014 veröffentlicht. Während das Album erneut Platz 10 der Charts erreichte, platzierte sich die Single nur auf Platz 38, die schwächste Chartplatzierung der Band zu dem Zeitpunkt. Im Anschluss an die Veröffentlichung erfolgte im September 2014 eine Tour, die 12 Konzerte im ganzen Vereinigten Königreich beinhaltete. Im Dezember wurde bekannt, dass die Band den Song Christmas Wrapping, ein Cover der Band The Waitresses, zum Film Get Santa beisteuern würde. Im März 2015 wurde von Bandmitglied Mollie King bestätigt, dass die Band im Moment eine Auszeit nehme um Solo-Projekte zu verfolgen und keine neue Musik vor 2016 zu erwarten sei. Am 1. April 2017 gab Vanessa White ihren Ausstieg aus der Gruppe bekannt.

## Bandmitglieder

### Una Foden
Una Theresa Imogene Foden (geb. Healy) wurde am 10. Oktober 1981 in Thurles (County Tipperary, Irland) geboren und ist somit das einzige nicht britische Mitglied der Band. Vor dem Eintritt in die Band veröffentlichte sie 2006 die Solo-EP Sorry. Im selben Jahr unterstützte sie Brian Kennedy beim Eurovision Song Contest 2006 als Backgroundsängerin. Seit ihrem 13. Lebensjahr spielt sie Gitarre und bietet dies auch bei Auftritten der Band dar. 2009 bekam sie den Virgin Media Music Award als Hottest Female.
Seit 2008 ist sie mit dem englischen Rugbyspieler Ben Foden liiert, welchen sie am 30. Juni 2012 heiratete. Am 16. September 2011 gab sie ihre Schwangerschaft bekannt. Ihr Kind, ein Mädchen, wurde am 13. März 2012 geboren. Anfang September 2014 gab sie ihre zweite Schwangerschaft bekannt.

### Rochelle Humes
Rochelle Eulah Eileen Humes (geb. Wiseman) kam am 21. März 1989 im London Borough of Barking and Dagenham, England zur Welt. Von 2001 bis 2005 war sie Mitglied der Gruppe S Club 8, welche durch die Castingshow S Club Search gegründet wurde. Zusammen mit den Mitgliedern von S Club 8 spielte sie in der Musical-Serie I Dream mit, welche 2004 ausgestrahlt wurde. 2005 arbeitete sie für die Kinder-Varietee Show Smile. Von 2004 bis 2006 moderierte sie neben Barney Harwood und Kirsten O’Brien die gleichnamige Sendung Smile auf BBC. Seit 2009 ist sie ein regelmäßiger Teilnehmer der Sendung Never Mind The Buzzcocks.
Von 2005 bis Anfang 2010 war sie mit dem irischen Footballer Darren Randolph liiert. Am 27. Juli 2012 heiratete sie Marvin Humes, ein Mitglied der britischen Boyband JLS, mit dem sie seit März 2010 zusammen war. Im November 2012 gab sie ihre Schwangerschaft bekannt. Ihr Kind, ein Mädchen, kam am 20. Mai 2013 zur Welt.

### Mollie King
Mollie Elizabeth King wurde am 4. Juni 1987 als jüngstes von drei Kindern im London Borough of Wandsworth, England geboren. Sie war im Surbiton High Ski Team mit Chemmy Alcott. Sie trat bei Skirennen für Großbritannien an und wechselte später ins englische Ski-Alpin-Team. Sie arbeitete kurzzeitig als Model für Gillette, Abercrombie & Fitch und Clean & Clear. 2005 nahm King an der Castingshow X Factor teil. Sie verfehlte jedoch die zweite Runde und nahm 2007 mit der Girlband Fallen Angelz erneut teil. Die Band konnte einige Runden bestehen, schied aber in der sogenannten Boot-Camp-Stage aus. Sie spielt Gitarre.
Sie war unter anderem liiert mit Andy Brown, einem Mitglied der Band Lawson, welcher nach der Trennung zwei Lieder über sie schrieb, sowie dem britischen Model David Gandy. Sie ist verlobt mit dem ehemaligen englischen Cricketspieler Stuart Broad und hat mit ihm zusammen ein Kind.

### Francesca Bridge
Francesca „Frankie“ Bridge (geb. Sandford) wurde am 14. Januar 1989 in Upminster, London, England geboren. Sie arbeitete als Bedienung in einer Bar sowie als Verkäuferin bei All Saints und House of Fraser in London. 2001 begann sie ihre Musikkarriere als Mitglied der Band S Club Juniors, die später in S Club 8 umbenannt wurden. Zudem wirkte sie bei den Kindersendungen SMTV Live und I Dream mit. Im Jahr 2004 veröffentlichte sie zusammen mit Calvin Goldspink den Song Dreaming, welcher die Top 20 in Großbritannien erreichte. Weiterhin war sie 2010 in dem Song Undercover Lover der Band Kids in Glass Houses zu hören. Ende 2011 begab sie sich in medizinische Behandlung gegen Depressionen und Angstzustände, unter denen sie seit ihrem 15. Lebensjahr litt.
Von 2008 bis November 2010 war sie mit Dougie Poynter von der britischen Band McFly liiert. Seit Dezember 2010 sind sie und der Fußballer Wayne Bridge ein Paar. Die beiden verlobten sich im April 2013 und heirateten am 19. Juli 2014. Anfang Mai 2013 gab sie bekannt, dass schwanger sei. Ihr Kind, ein Junge, kam am 18. Oktober 2013 zur Welt.

### Vanessa White
Vanessa Karen White kam am 30. Oktober 1989 als zweites von drei Kindern in Yeovil, Somerset, England zur Welt. Sie besuchte in ihrer Kindheit samstags die Sylvia Young Theatre School. Im Alter von fünf Jahren bekam sie das Angebot komplett auf diese Schule zu wechseln und zog mit ihren Eltern nach Stratford. Sie wirkte in verschiedenen Theaterproduktionen mit. Sie spielte die Rolle der Nala im Musical Der König der Löwen sowie eine Königstochter in The King and I. Als einziges Mitglied hatte sie auf dem Debütalbum Chasing Lights Solos in jedem einzelnen Lied. Auf der B-Seite der Single Work ist der Song Unofficial enthalten, der auf einer Komposition aus Whites Jugend basiert. 2009 verletzte sich White vor einem Auftritt in Dundee und konnte nur in einem Rollstuhl auftreten. Sie wirkt als Backgroundsängerin auf Master Shorties Debütalbum A.D.H.D. mit. 2010 nahm sie an der englischen Realityshow Popstar to Operastar teil, schied aber am 22. Januar aus.
Nach der Trennung von Musiker Adam Chandler Ende 2008 ist sie seit 2011 mit dem Stylisten Gary Salter liiert.

## Diskografie

### Studioalben
| Jahr | Titel                  | Höchstplatzierung, Gesamtwochen, AuszeichnungChartplatzierungen (Jahr, Titel, Platzierungen, Wochen, Auszeichnungen, Anmerkungen) | Höchstplatzierung, Gesamtwochen, AuszeichnungChartplatzierungen (Jahr, Titel, Platzierungen, Wochen, Auszeichnungen, Anmerkungen) | Anmerkungen                             |
| Jahr | Titel                  | UK | IE | Anmerkungen                             |
| ---- | ---------------------- | --- | --- | --------------------------------------- |
| 2008 | Chasing Lights         | UK9 Platin · (48 Wo.)UK | IE34 (19 Wo.)IE | Erstveröffentlichung: 27. Oktober 2008  |
| 2009 | Wordshaker             | UK9 Silber · (9 Wo.)UK | IE36 (6 Wo.)IE | Erstveröffentlichung: 12. Oktober 2009  |
| 2011 | On Your Radar          | UK23 Silber · (4 Wo.)UK | IE43 (1 Wo.)IE | Erstveröffentlichung: 21. November 2011 |
| 2013 | Living for the Weekend | UK10 (4 Wo.)UK | IE16 (2 Wo.)IE | Erstveröffentlichung: 14. Oktober 2013  |

### EPs
| Jahr | Titel                               | Höchstplatzierung, Gesamtwochen, AuszeichnungChartplatzierungen (Jahr, Titel, Platzierungen, Wochen, Auszeichnungen, Anmerkungen) | Höchstplatzierung, Gesamtwochen, AuszeichnungChartplatzierungen (Jahr, Titel, Platzierungen, Wochen, Auszeichnungen, Anmerkungen) | Anmerkungen                           |
| Jahr | Titel                               | UK | IE | Anmerkungen                           |
| ---- | ----------------------------------- | --- | --- | ------------------------------------- |
| 2010 | Headlines!                          | UK3 Gold · (29 Wo.)UK | IE10 (10 Wo.)IE | Erstveröffentlichung: 16. August 2010 |
| 2014 | Finest Selection: The Greatest Hits | UK10 Gold · (5 Wo.)UK | IE32 (1 Wo.)IE | Erstveröffentlichung: 11. August 2014 |

Weitere EPs
- 2009: iTunes Live: London Festival ’09
- 2013: Chasing the Saturdays

### Singles
| Jahr | Titel Album                                                   | Höchstplatzierung, Gesamtwochen, AuszeichnungChartplatzierungen (Jahr, Titel, Album, Platzierungen, Wochen, Auszeichnungen, Anmerkungen) | Höchstplatzierung, Gesamtwochen, AuszeichnungChartplatzierungen (Jahr, Titel, Album, Platzierungen, Wochen, Auszeichnungen, Anmerkungen) | Höchstplatzierung, Gesamtwochen, AuszeichnungChartplatzierungen (Jahr, Titel, Album, Platzierungen, Wochen, Auszeichnungen, Anmerkungen) | Höchstplatzierung, Gesamtwochen, AuszeichnungChartplatzierungen (Jahr, Titel, Album, Platzierungen, Wochen, Auszeichnungen, Anmerkungen) | Anmerkungen                                             |
| Jahr | Titel Album                                                   | DE | AT | UK | IE | Anmerkungen                                             |
| ---- | ------------------------------------------------------------- | --- | --- | --- | --- | ------------------------------------------------------- |
| 2008 | If This Is Love Chasing Lights                                | — | — | UK8 (17 Wo.)UK | — | Erstveröffentlichung: 28. Juli 2008                     |
| 2008 | Up Chasing Lights                                             | — | — | UK5 Gold · (36 Wo.)UK | IE11 (24 Wo.)IE | Erstveröffentlichung: 5. November 2008                  |
| 2009 | Issues Chasing Lights                                         | — | — | UK4 Gold · (20 Wo.)UK | IE14 (12 Wo.)IE | Erstveröffentlichung: 5. Januar 2009                    |
| 2009 | Just Can’t Get Enough Chasing Lights                          | — | — | UK2 Gold · (14 Wo.)UK | IE6 (9 Wo.)IE | Erstveröffentlichung: 1. März 2009                      |
| 2009 | Work Chasing Lights                                           | — | — | UK22 (11 Wo.)UK | IE21 (8 Wo.)IE | Erstveröffentlichung: 29. Juni 2009                     |
| 2009 | Forever is Over Wordshaker                                    | — | — | UK2 Silber · (10 Wo.)UK | IE9 (5 Wo.)IE | Erstveröffentlichung: 4. Oktober 2009                   |
| 2009 | Ego Wordshaker                                                | — | — | UK9 Platin · (28 Wo.)UK | IE10 (24 Wo.)IE | Erstveröffentlichung: 29. November 2009                 |
| 2010 | Missing You Headlines!                                        | — | — | UK3 Silber · (14 Wo.)UK | IE6 (7 Wo.)IE | Erstveröffentlichung: 30. Mai 2010                      |
| 2010 | Higher Headlines!                                             | — | — | UK10 Platin · (25 Wo.)UK | IE11 (17 Wo.)IE | Erstveröffentlichung: 5. Juni 2010 feat. Flo Rida       |
| 2011 | Notorious On Your Radar                                       | — | — | UK8 Silber · (13 Wo.)UK | IE19 (11 Wo.)IE | Erstveröffentlichung: 20. Mai 2011                      |
| 2011 | All Fired Up On Your Radar                                    | — | — | UK3 Gold · (12 Wo.)UK | IE6 (6 Wo.)IE | Erstveröffentlichung: 4. September 2011                 |
| 2011 | My Heart Takes Over On Your Radar                             | — | — | UK15 (3 Wo.)UK | IE31 (1 Wo.)IE | Erstveröffentlichung: 11. November 2011                 |
| 2012 | 30 Days Living for the Weekend                                | — | — | UK7 (5 Wo.)UK | IE13 (3 Wo.)IE | Erstveröffentlichung: 11. Mai 2012                      |
| 2012 | What About Us Living for the Weekend                          | DE44 (6 Wo.)DE | AT57 (4 Wo.)AT | UK1 Platin · (16 Wo.)UK | IE6 (17 Wo.)IE | Erstveröffentlichung: 18. Dezember 2012 feat. Sean Paul |
| 2013 | Gentleman Living for the Weekend                              | — | — | UK14 (4 Wo.)UK | IE28 (2 Wo.)IE | Erstveröffentlichung: 28. Juni 2013                     |
| 2013 | Disco Love Living for the Weekend                             | — | — | UK5 Silber · (7 Wo.)UK | IE9 (8 Wo.)IE | Erstveröffentlichung: 4. Oktober 2013                   |
| 2014 | Not Giving Up Living for the Weekend                          | — | — | UK19 (3 Wo.)UK | IE26 (3 Wo.)IE | Erstveröffentlichung: 4. April 2014                     |
| 2014 | What Are You Waiting For? Finest Selection: The Greatest Hits | — | — | UK38 (1 Wo.)UK | IE89 (1 Wo.)IE | Erstveröffentlichung: 10. August 2014                   |

## Tourneen
- 2009: The Work Tour
- 2010/2011: The Headlines Tour
- 2011: All Fired Up Tour
- 2014: Greatest Hits Live!